# Knud Knudsen (taalkundige)
Knud Knudsen (Holt, 6 januari 1812 – Christiania, 4 maart 1895) was een Noors taalkundige en pedagoog. Hij is vooral bekend als de ontwerper van het riksmål.

## Levensloop
Knudsen was van 1852 tot 1880 schoolhoofd van de kathedraalschool van Christiania. Hij werd beïnvloed door de ideeën Grundtvig en was een voorstander van een onderwijssysteem, gegrond op moedertaal en geschiedenis. In publicaties als Det norske maal-stræv (1867) en Unorsk og norsk eller fremmede ords avlösning (1881) verdedigde hij de ontwikkeling van eigen Noorse schrijftaal, die zich door middel van spellinghervormingen losmaakt van het Deens.

## Werken (selectie)
- 1856: Haandbog i dansk-norsk sproglære
- 1862: Er norsk det samme som dansk?
- 1864: Modersmaalet som skolefag
- 1867: Det norske maal-stræv
- 1869: Nogle spraak- og skolespörgsmaal
- 1876: Den landsgyldige norske uttale
- 1881: Unorsk og norsk eller fremmede ords avlösning
- 1881: Af maalstriden 1881
- 1884: Latinskole uten latin
- 1885: Norsk blandkorn (3 banden)
- 1886: Hvem skal vinne?
- 1888: Tyskhet i norsk og dansk
- 1894: Norsk maalvekst fra 1852 å regne